# Carlos López Degregori
Carlos Alberto López Degregori (Lima, 14 de diciembre de 1952)  es un reconocido poeta peruano. Si bien pertenece a la generación de los setenta, su poesía se alejó desde sus primeros textos del discurso conversacional de la época, optando por un camino singular de reconocida originalidad. Lejos de todas partes, el título que recoge su poesía publicada hasta 1994, sugiere, casualmente, esa ubicación excéntrica de todas las poéticas centrales de los setenta y ochenta. 
Su libro Cielo forzado fue elegido entre los libros innovadores y sugerentes publicados durante la década de los ochenta, en una encuesta realizada por la revista Debate a cuarenta escritores peruanos. Sus poemas figuran en numerosas antologías peruanas e hispanoamericanas y han sido traducidos al inglés, portugués y holandés.

## Biografía
Carlos López Degregori nació en Lima, el 14 de diciembre de 1952. Pasó sus primeros años en Collique, que en aquel entonces era una zona agrícola no urbana, ya que su padre era tisiólogo y director del sanatorio de Collique; en esos años, esa institución trataba enfermos de tuberculosis. Inició sus años escolares en La Inmaculada.
A los siete años se trasladó a vivir a Arequipa y estudió en el colegio San José; en 1968 regresó a Lima y concluyó su educación secundaria en La Inmaculada. En 1970, ingresó a San Marcos con la idea de cursar Medicina, pero en Estudios Generales se inclinó por la literatura que había sido su interés desde niño. En 1973 se trasladó a vivir a Bogotá, Colombia y estudió Literatura en la Universidad Javeriana. En 1978, a su regreso al Perú, integró el grupo La Sagrada Familia del cual se separó muy pronto para iniciar su propio camino poético. Casualmente, su primer libro, Un buen día, apareció publicado bajo el sello de La Sagrada Familia.
Desde entonces, obras como Una casa en la sombra, Aquí descansa nadie, Flama y respiración entre otras, muestran una poética considerada por la crítica especializada como "una empresa radicalmente original en nuestra poesía" (Américo Ferrari) o "un universo cerrado y autosuficiente que cuenta con sus propios paisajes, sus propios climas y sus propios personajes" (Eduardo Chirinos). 
Ha participado en numerosos encuentros de poesía como el Festival Internacional de Poesía de Medellín (2002), la Segunda Bienal de Poesía de Montevideo (2006), el Primer Congreso Internacional de Poesía peruana (Madrid, 2006), el Festival Internacional de Poesía de Nicaragua (2010), el Festival Internacional de Poesía de Róterdam (2010), el Festival Internacional de Poesía de Lima (2012), el Festival Internacional de poesía de Rosario (2014), el Festival Internacional de La Lira de Cuenca, Ecuador (2015), en la Semana de Poesía Iberoamericana, Lisboa (2017) y La poesía del Perú / Jornadas de creación y aproximación, Madrid (2018).
Ha realizado también estudios de Posgrado en Madrid en 1990. Desde 1978 se desempeña como profesor universitario en la Universidad de Lima. Antologías de su poesía han aparecido en Colombia, Chile y España. Actualmente es profesor de lingüística de la Universidad de Lima. Lejos de todas partes (1978-2018) es un único libro escrito a lo largo de cuarenta años, que reúne su poesía.

## Obras
Poesía:
- Un buen día  (Lima: La Sagrada Familia, 1978)
- Las conversiones (Lima: Universidad de Lima, 1983)
- Una casa en la sombra (Lima, Instituto Nacional de Cultura, 1986)
- Cielo forzado (Lima: Seglusa/ Colmillo Blanco, 1988)
- El amor rudimentario, (Lima: Instituto Cultural Peruano japonés, 1990)
- Lejos de todas partes (Lima: Universidad de Lima, 1994)
- Aquí descansa nadie (Lima: Colmillo blanco, 1998)
- Retratos de un caído resplandor (Lima: Santo oficio, 2002)
- Flama y respiración (Lima: Pontificia Universidad Católica del Perú, Fondo editorial, 2005)
- El hilo negro (Lima: Borrador editores, 2008), antología de sus poemas en prosa
- A quien debemos temer (Lima: Pontificia Universidad Católica del Perú, Colección Underwood, 2008)
- Una mesa en la espesura del bosque (Lima: Peisa, 2010)
- Aguas ejemplares (Lima: Borrador editores, 2012), reedición de Las conversiones, Cielo forzado y Aquí descansa nadie
- Campo de estacas (Bogotá: Pontificia Universidad Javeriana, 2014), antología con prólogo de Piedad Bonnet
- Herida de mi herida (Santiago: Das kapital, 2015), antología
- La espalda es frontera (Lima: Paracaídas, 2016)
- 99 Púas (Granada: Editorial Esdrújula, 2018), antología
- Lejos de todas partes (1978-2018) (Lima: Universidad de Lima, 2018)

No ficción:
- A mano umbría (Lima: Animal de invierno, 2019)

Ensayo:
- La generación poética peruana del sesenta. Estudio y muestra (Universidad de Lima, 1998), en colaboración con Edgar O'Hara.
- En la comarca oscura: Lima en la poesía peruana (Universidad de Lima, 2006), en colaboración con Luis Fernando Chueca y José Güich.

Antología:
- Espléndida iracundia. Antología consultada de la poesía peruana 1968-2008 (Universidad de Lima, 2012), coautor.

## Premios
- Primer premio de poesía en los Juegos Florales de la Universidad Javeriana (Bogotá, 1976)
- Primer premio en la bienal de poesía de la Asociación cultural japonesa del Perú (Lima, 1990).
- Primer premio en el Concurso Internacional de poesía El Olivo de Oro (1997).

## Algunos juicios sobre su obra
La de López Degregori es -ya lo he dicho- una empresa radicalmente original en nuestra poesía. No le veo antecedentes, no se puede captar en estos textos ninguna influencia directa. Está en efecto lejos de todo y en especial de las formas, los temas y las referencias culturales de los coetáneos del poeta que escribían en los años setenta. Pero también de los poetas de lengua española y de los creadores peruanos desde Eguren hasta las generaciones del 50 y del 60. Si Carlos López Degregori tiene que ver con una tradición, es precisamente con la tradición de rupturas que me parece caracterizar nuestra poesía en el Perú y en América en general: se puede notar, para considerar sólo el caso del Perú, si seguimos el hilo de la creación poética desde Eguren, que Vallejo, el primer gran poeta cronológicamente después de él, acata el genio del autor de Simbólicas pero su obra va por caminos totalmente divergentes; lo mismo hacen respecto a Vallejo los de la generación siguiente: Moro, Martín Adán, Westphalen: le vuelven en cierto modo la espalda y se abren cada cual su propio camino, su itinerario poético singular ; así como respecto a ellos los que acuden en los años 40-50: Sologuren, Deustua, Eielson, Salazar Bondy, Varela, Belli. Todos en el mismo recinto crean por su cuenta obras marcadas por un sello personal inconfundible: El recinto es América, el desierto, el bosque. el misterio, el híbrido, el futuro, ha dicho Martín Adán en su ensayo De lo barroco en el Perú.
Presencia de Nadie, Ser de nada, de Américo Ferrari, (Lima, Ed. Colmillo Blanco, 1998)

## Participación en antologías de poesía
- El bosque de los huesos. Antología de la nueva poesía peruana 1963 -1993 de José Antonio Mazzotti y Miguel Ángel Zapata (México: El tucán de Virginia, 1995)
- Poesía peruana - Siglo XX de Ricardo González Vigil (Lima: COPE, 1999)
- Prístina y última piedra. Antología de poesía hispanoamericana presente de Eduardo Milán y Ernesto Lumbreras (México, Aldus,1999)
- Nueva poesía latinoamericana de Miguel Ángel Zapata (México, Universidad Nacional Autónoma de México / Universidad Veracruzana, 1999)
- La letra en que nació la pena. Muestra de poesía peruana 1970-2004 de Maurizio Medo y Raúl Zurita
- Actual triantología de la poesía argentina, brasileña y peruana (Lima: Homúnculus ediciones, 2004) de Gladys Flores
- La mitad del cuerpo sonríe. Antología de la poesía peruana contemporánea de Víctor Manuel Mendiola. (México: Fondo de Cultura Económica, 2005)
- Poesía Perú Ecuador 1998-2008 (Embajada de Ecuador en el Perú / Factotum editores) de Karina Marín y Carlos Villacorta
- Antología de la poesía peruana. Fuego abierto (Santiago de Chile: LOM ediciones, 2008) de Carmen Ollé
- Festivas formas / Poesía peruana contemporánea de Eduardo Espina (Medellín: Editorial Universidad de Antioquia, 2009)
- Antología de poesía latinoamericana contemporánea de Piedad Bonnett (Bogotá: Norma, 2010)
- Jinetes del aire / Poesía contemporánea de Latinoamérica y El Caribe de Margarito Cuellar (Santiago de Chile: RIL Editores, 2011)
- Gatimonio de Sergio Laignelet (Madrid: Editorial Lebas, 2013)
- Aguas móviles. Antología de poesía peruana 1978-2006 de Paul Guillén (Lima: Perro de ambiente, 2016)
- Batalla al borde de una catarata. 109 poemas peruanos de Eduardo Chirinos (Granada: Esdrújula ediciones, 2016).